# 学者

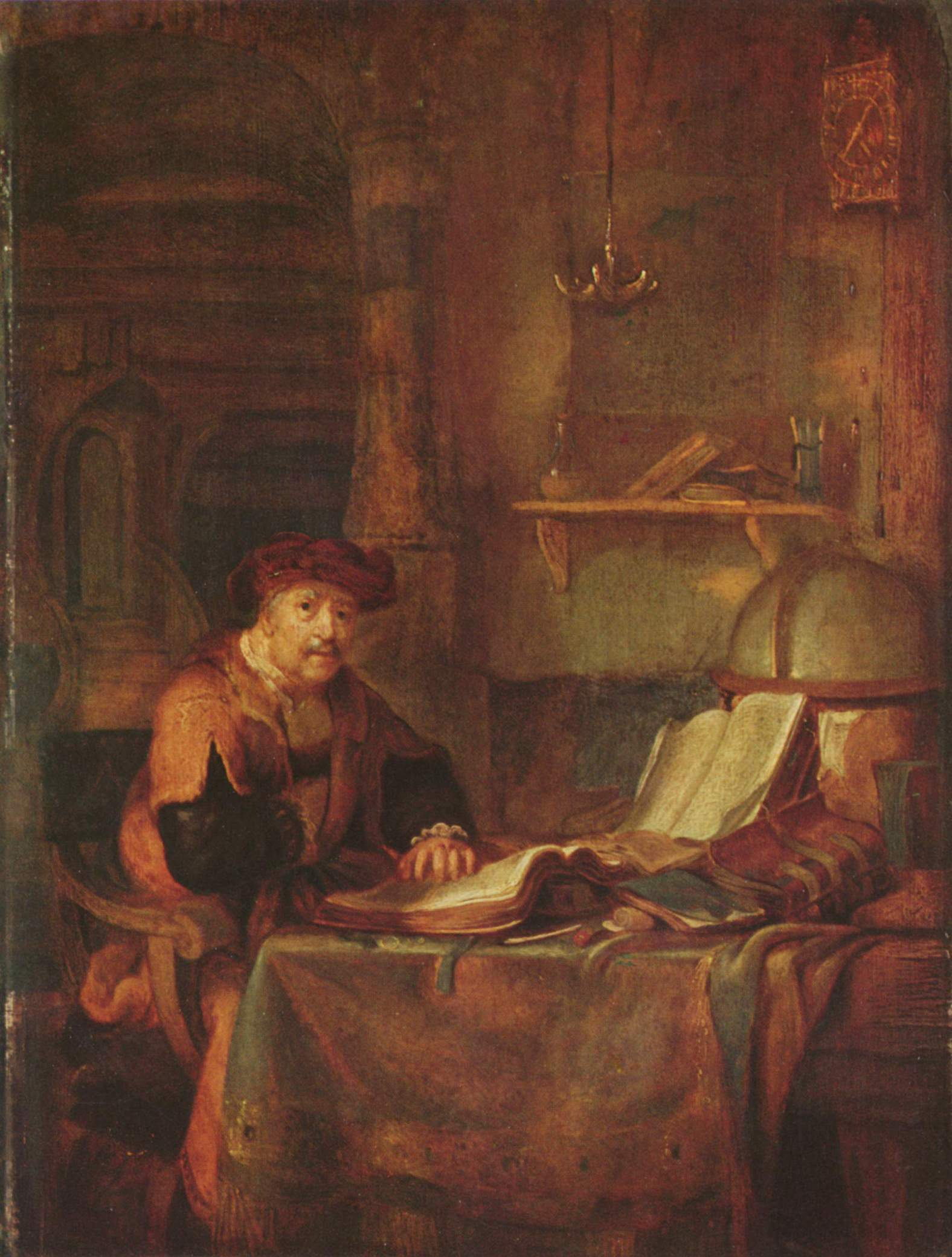
《学者与书》

学者（英語：Scholar）是指在某一学科领域担任研究人员或具有专业知识的人。学者也可以是在大学担任教授、教师或研究员的学术工作者（英語：Academic）。学者通常拥有高级学位或最终学位，例如硕士学位或博士学位。独立学者和公共知识分子在学院之外工作，但可以在学术期刊上发表文章并参与学术公共讨论。

## 简介
在当代英语用法中，学者（英語：Scholar）一词有时相当于学术工作者（英語：Academic）一词，描述受过大学教育、已掌握某一学科知识的讲师和研究员。在大学建立之前，学者一词指的是主要职业是专业研究的知识分子。
学者可以依靠学术方法，即学者使用的一系列原则和实践，通过严格的探究系统地推进特定学术或学术研究领域的教学、研究和实践，使他们对世界的主张尽可能有效和可信，并使学术界了解它们。学术具有创造性，可以记录，可以复制或阐述，并且可以通过各种方法进行同行评审。